# Jugoslavija na Svetovnem prvenstvu v hokeju na ledu 1963
Jugoslavija je na Svetovnem prvenstvu v hokeju na ledu 1963 B, ki je potekalo med 7. in 16. marcem 1963 na Švedskem, z dvema zmagama in štirimi porazi osvojila peto mesto ter se s tem prvič kvalificirala na Zimske olimpijske igre 1964.

## Tekme
| 8. marec 1963 | Švica | 8–1 | Jugoslavija | Stockholm |

| Poročilo tekme | Poročilo tekme | Poročilo tekme | Poročilo tekme | Poročilo tekme |
| -------------- | -------------- | -------------- | -------------- | -------------- |
|                |                | (4:0,3:1,1:0)  |                |                |

| 9. marec 1963 | Jugoslavija | 7–3 | Francija | Stockholm |

| Poročilo tekme | Poročilo tekme | Poročilo tekme | Poročilo tekme | Poročilo tekme |
| -------------- | -------------- | -------------- | -------------- | -------------- |
|                |                | (4:0,0:2,3:1)  |                |                |

| 11. marec 1963 | Romunija | 7–4 | Jugoslavija | Stockholm |

| Poročilo tekme | Poročilo tekme | Poročilo tekme | Poročilo tekme | Poročilo tekme |
| -------------- | -------------- | -------------- | -------------- | -------------- |
|                |                | (1:1,2:1,4:2)  |                |                |

| 12. marec 1963 | Norveška | 7–3 | Jugoslavija | Stockholm |

| Poročilo tekme | Poročilo tekme | Poročilo tekme | Poročilo tekme | Poročilo tekme |
| -------------- | -------------- | -------------- | -------------- | -------------- |
|                |                | (1:0,2:1,4:2)  |                |                |

| 14. marec 1963 | Jugoslavija | 4–2 | Združeno kraljestvo | Stockholm |

| Poročilo tekme | Poročilo tekme | Poročilo tekme | Poročilo tekme | Poročilo tekme |
| -------------- | -------------- | -------------- | -------------- | -------------- |
|                |                | (2:0,1:0,1:2)  |                |                |

| 16. marec 1963 | Poljska | 22–4 | Jugoslavija | Stockholm |

| Poročilo tekme | Poročilo tekme | Poročilo tekme | Poročilo tekme | Poročilo tekme |
| -------------- | -------------- | -------------- | -------------- | -------------- |
|                |                | (6:1,5:3,11:0) |                |                |